# Bulimulus blombergi
Bulimulus blombergi је пуж из реда Stylommatophora и фамилије Orthalicidae. 

## Угроженост
Ова врста се сматра рањивом у погледу угрожености врсте од изумирања.

## Распрострањење
Ареал врсте је ограничен на Еквадор, тачније на острвску скупину Галапагос у Пацифику. 